# Jean-Antoine-Marie Idrac
Pour les personnes ayant le même patronyme, voir Idrac.
Jean-Antoine-Marie Idrac né à Toulouse le 14 avril 1849 et mort à Paris (9e arrondissement) le 28 décembre 1884, est un sculpteur français. 

## Biographie
Élève d'Alexandre Falguière et de Jules Cavelier, Jean-Antoine-Marie Idrac remporte en 1873 le premier grand prix de Rome de sculpture avec un relief intitulé : Philoctète ramené au camp des Grecs par Ulysse et Néoptolème est soigné par Machaon.
Idrac meurt peu après son retour de Rome, laissant inachevée sa Statue équestre d'Étienne Marcel, son monument dédié au prévôt des marchands de Paris, Étienne Marcel, destiné à l'hôtel de ville de Paris, œuvre qui est terminée en 1888 par le sculpteur Laurent Marqueste.
Il est inhumé à Paris au cimetière du Père-Lachaise (74e division),.

## Œuvres dans les collections publiques
- Lille, palais des Beaux-Arts : L'Amour piqué, Salon de 1877, bronze.
- Paris :
  - hôtel de ville :
    - Lavoisier, statue en pierre ornant la façade ;
    - Le Toast, statue en marbre dans une niche de la grande salle à manger, terminée par Jules Coutan ;
    - jardin des Combattants-de-la-Nueve, Statue équestre d'Étienne Marcel, 1888, statue équestre en bronze, terminée par Laurent Marqueste[6].

  - musée d'Orsay :
    - Mercure inventant le caducée, 1879, statue en marbre ;
    - L'Amour piqué, Salon de 1882, marbre, acquis par l'État.

  - Petit Palais : Le Toast, 1883-1884, modèle en plâtre[7].
- Saint-Quentin, musée Antoine-Lécuyer : Salammbô, Salon de 1882, original en marbre, d'après le roman de Gustave Flaubert.
- Toulouse :
  - musée des Augustins : Salammbô, Salon de 1881, plâtre, d'après le roman de Gustave Flaubert.
  - square du Capitole : Mercure, ou Le Charmeur de serpents, ou Mercure inventant le caducée, 1879, statue en bronze, œuvre disparue[8].

Œuvres de Jean-Antoine-Marie Idrac
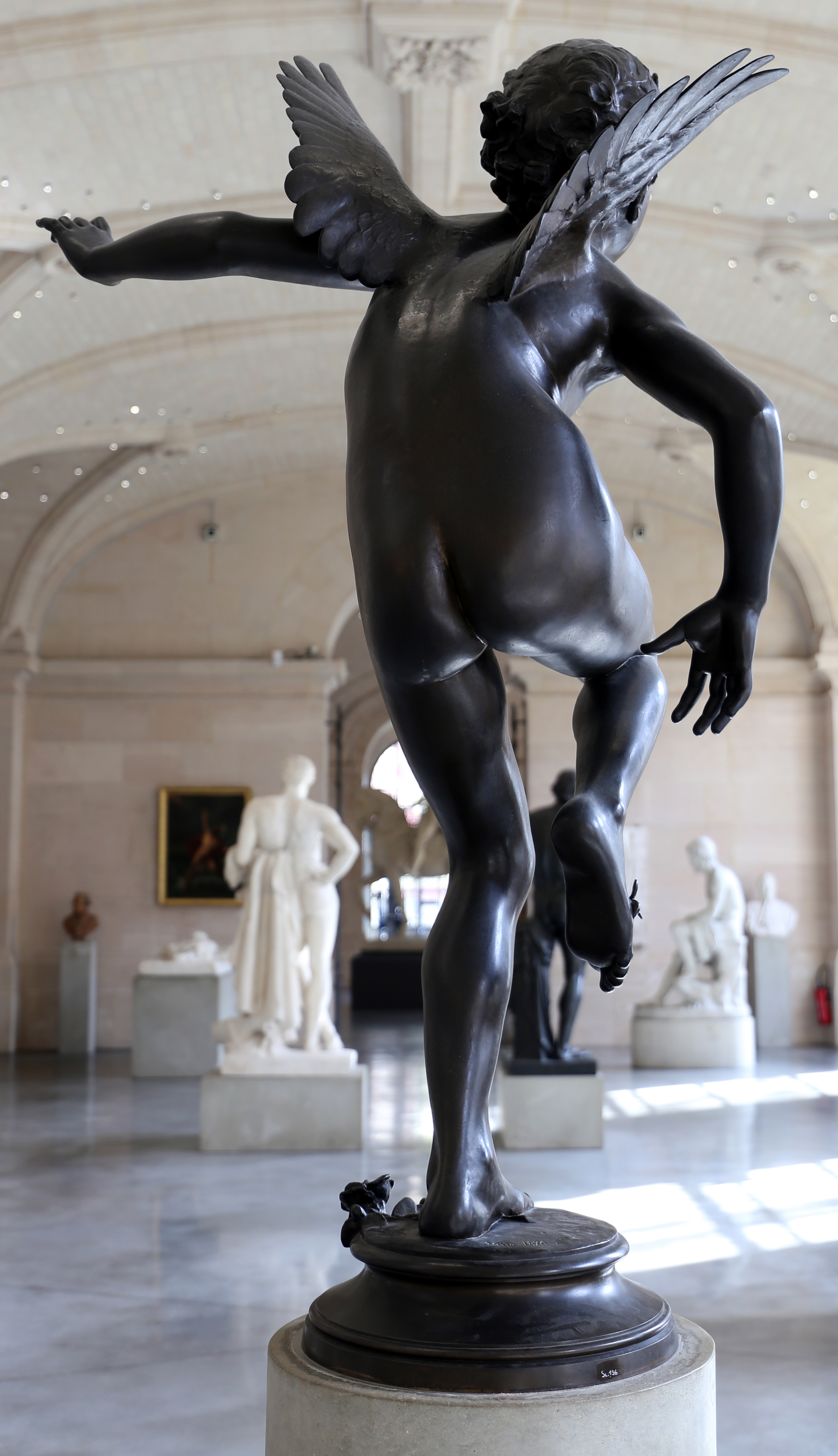
L'Amour piqué (1877), palais des Beaux-Arts de Lille.
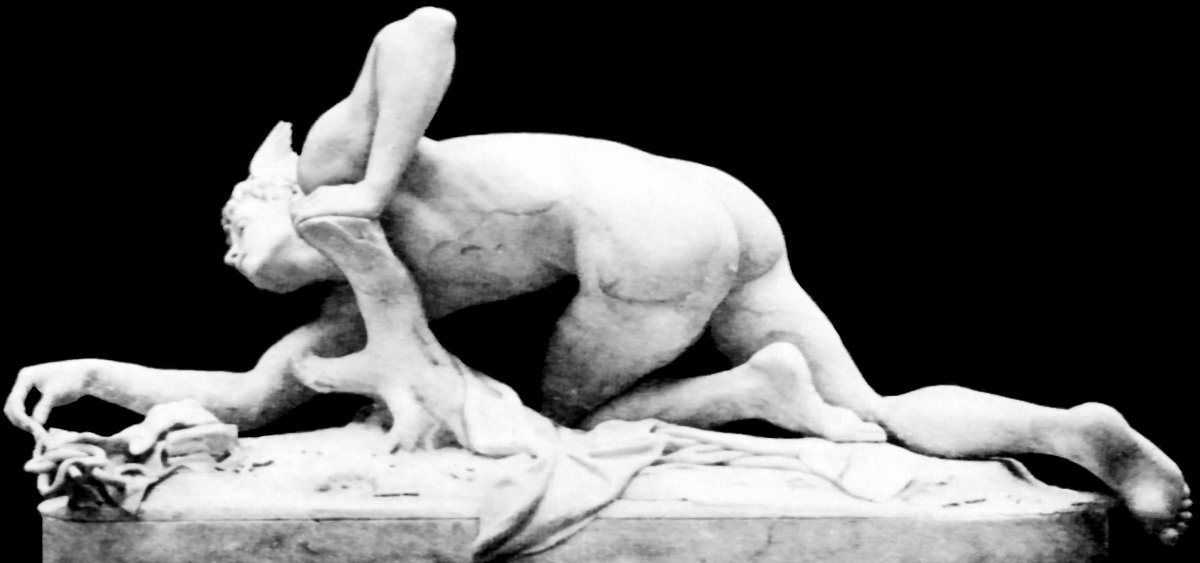
Mercure inventant le caducée (1879), marbre, Paris, musée d'Orsay.
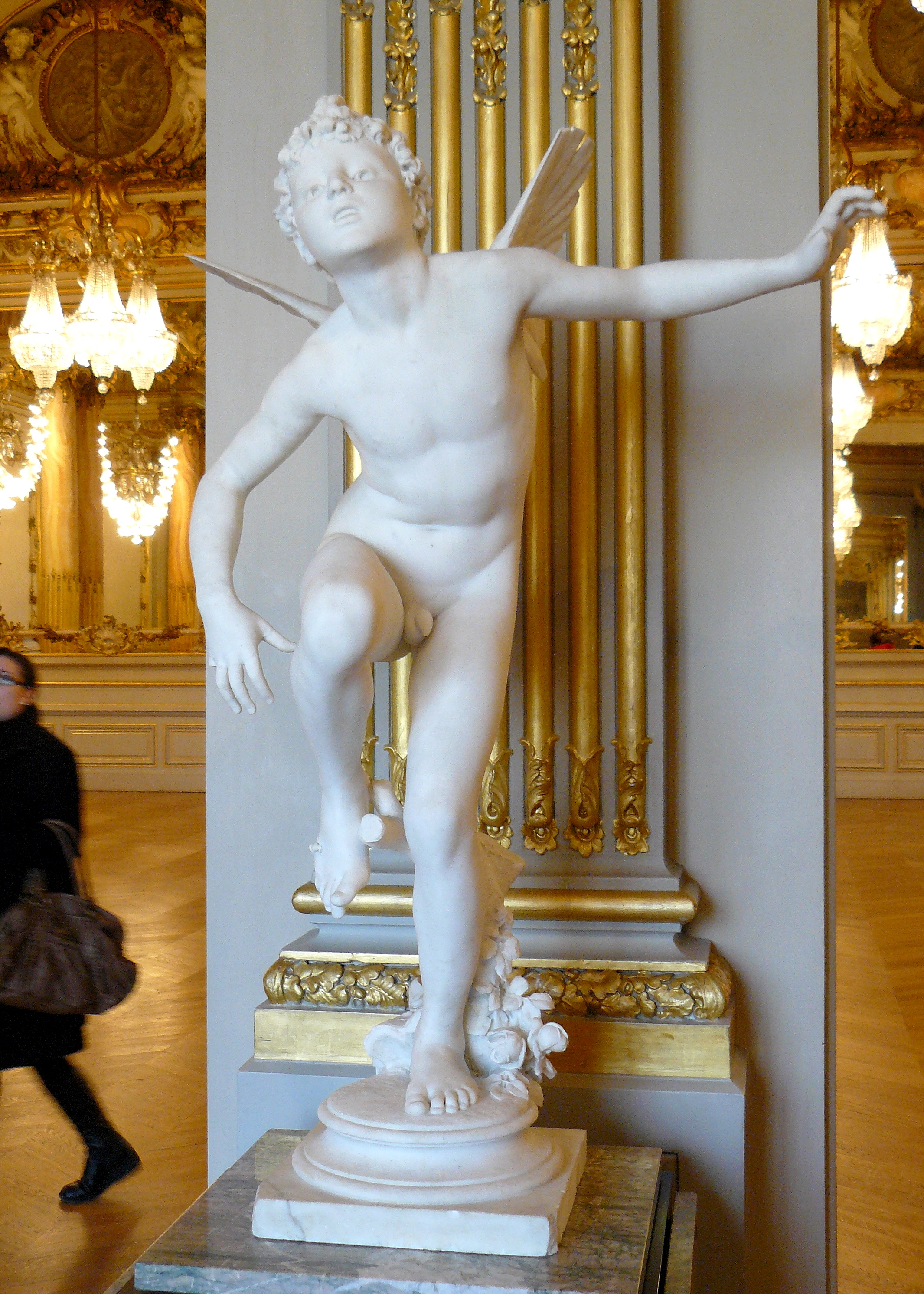
L'Amour piqué (1882), marbre, Paris, musée d'Orsay.
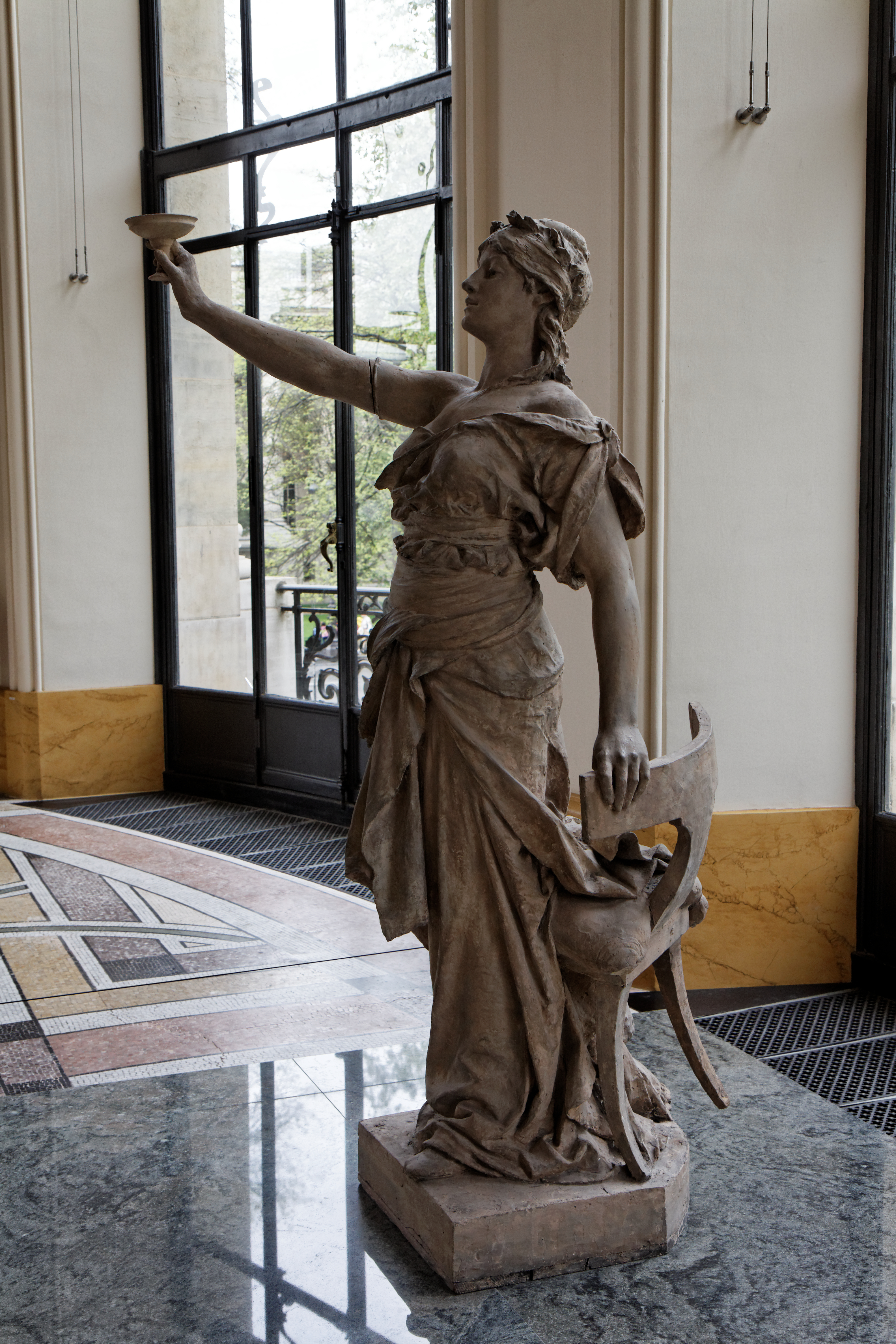
Le Toast (1883-1884), plâtre, Paris, Petit Palais.
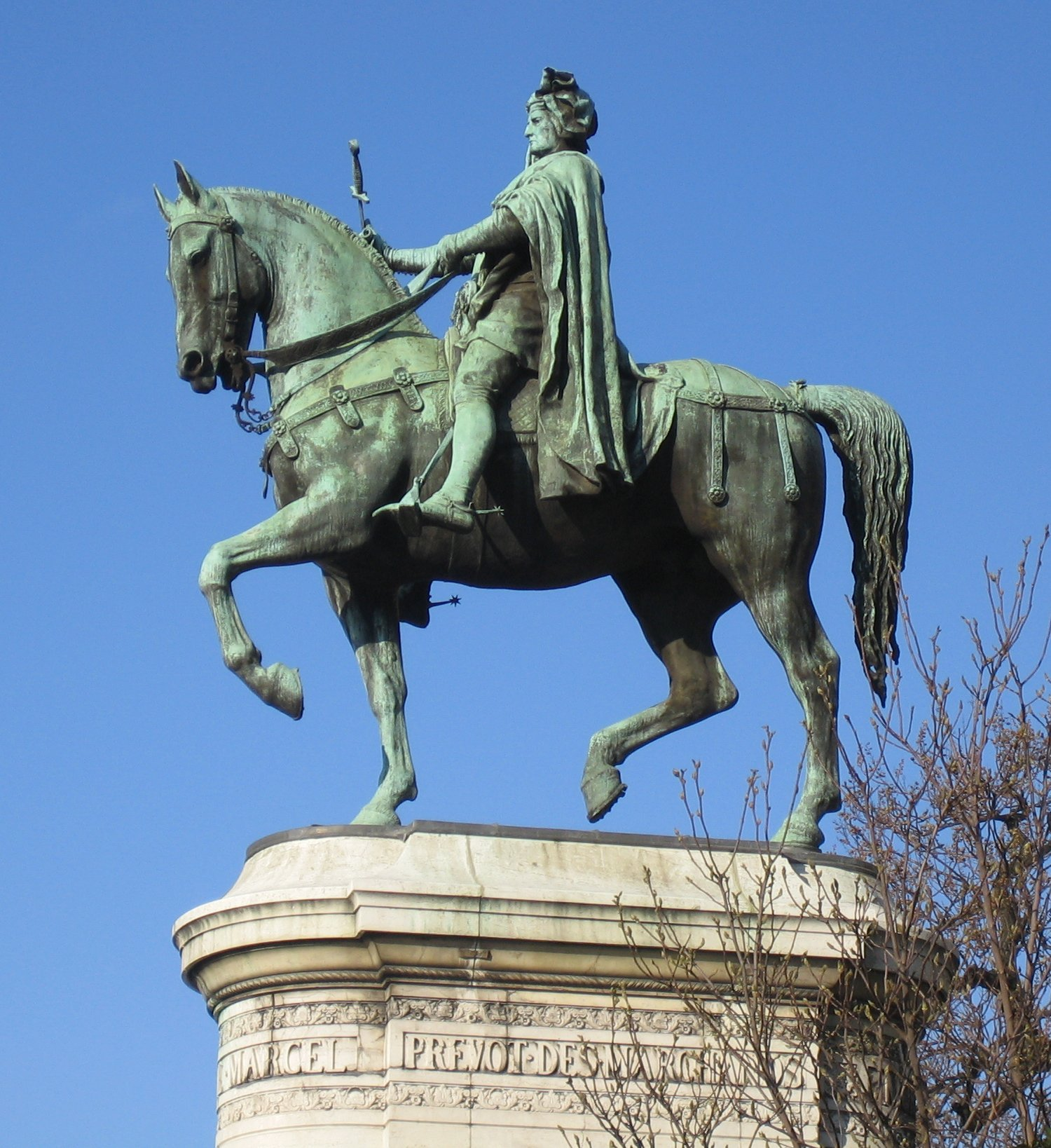
Statue équestre d'Étienne Marcel (1888), hôtel de ville de Paris.
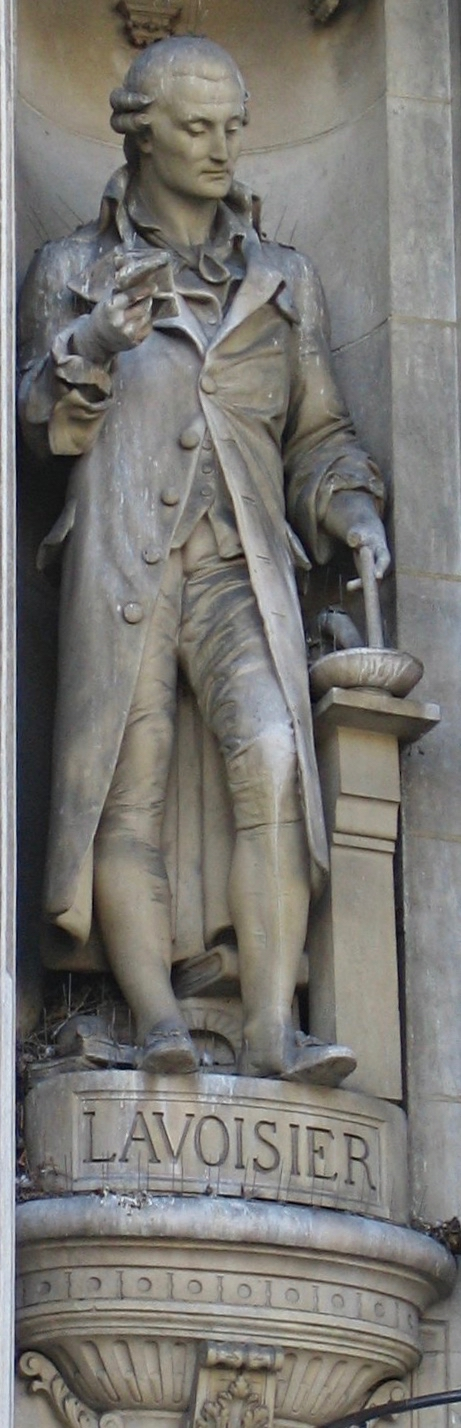
Lavoisier, hôtel de ville de Paris.

## Distinctions
- Chevalier de la Légion d'honneur (décret du 13 juillet 1882)